# 4062 Schiaparelli
4062 Schiaparelli è un asteroide della fascia principale. Scoperto nel 1989, presenta un'orbita caratterizzata da un semiasse maggiore pari a 2,2434217 UA e da un'eccentricità di 0,1490191, inclinata di 6,90458° rispetto all'eclittica. 
Il suo nome è un omaggio all'astronomo italiano Giovanni Virginio Schiaparelli.